# Gorceixia
Gorceixia es un género monotípico de plantas fanerógamas perteneciente a la familia de las asteráceas. Su única especie, Gorceixia decurrens, es originaria del Brasil.

## Distribución
Es un endemismo de Brasil donde se encuentra en la Caatinga, el Cerrado y la Mata Atlántica, y se distribuye por Bahia, Minas Gerais y Espírito Santo.

## Taxonomía
Gorceixia decurrens fue descrita por John Gilbert Baker y publicado en Journal of Botany, British and Foreign 2: 225. 1882.